# Ilhas Crowlin
As Ilhas Crowlin são um arquipélago formado por um grupo de três pequenas ilhas desabitadas do Reino Unido localizado na Escócia. Pertencente ao arquipélago das Hébridas Interiores, que se estendem entre a Ilha de Skye e a Península Applecross da ilha da Grã-Bretanha.
As 3 ilhas são:
- Eilean Mor
- Eilean Meadhonach
- Eilean Beag